# 徳島県道120号徳島小松島線
徳島県道120号徳島小松島線（とくしまけんどう120ごう とくしまこまつしません）は、徳島県徳島市から小松島市に至る一般県道である。

## 概要
徳島市万代町1丁目から小松島市大林町に至る。
全路線がバイパス線の開通に伴い県道に降格となった旧国道55号である。
全線にわたって片側一車線（両側二車線）以上の路線であり、小松島市中田町の一部区間は幅員が減少している他は道幅も広く走りやすい道路である。また、徳島県道29号徳島環状線（末広道路）の交点から勝浦浜橋にかけては片側二車線（両側四車線）に整備されている。また、以前は国道であったために県道の起点や終点に指定されている交点もよく見かけられる。

### 路線データ
- 起点：徳島市万代町1丁目（かちどき橋交差点、国道55号交点、徳島県道136号宮倉徳島線終点）
- 終点：小松島市大林町（大林北交差点、国道55号交点、徳島県道130号大林津乃峰線起点）
- 総延長：13.815 km[1]

## 歴史
- 1996年（平成8年）3月29日 - 国道55号旧道区間の降格により徳島県道120号徳島小松島線として認定。

## 路線状況

### 重複区間
- 徳島県道33号小松島佐那河内線（小松島市小松島町 - 小松島市松島町）
- 徳島県道178号小松島港南小松島停車場線（小松島市南小松島町・八千代橋交差点 - 小松島市南小松島町）

### 道路施設

#### 橋梁
- 津田橋（園瀬川、徳島市）
- 勝浦浜橋（勝浦川、徳島市）
- 千歳橋（新堀川、小松島市、徳島県道33号小松島佐那河内線重複区間内）
- 弁天橋（芝生川、小松島市）

## 地理

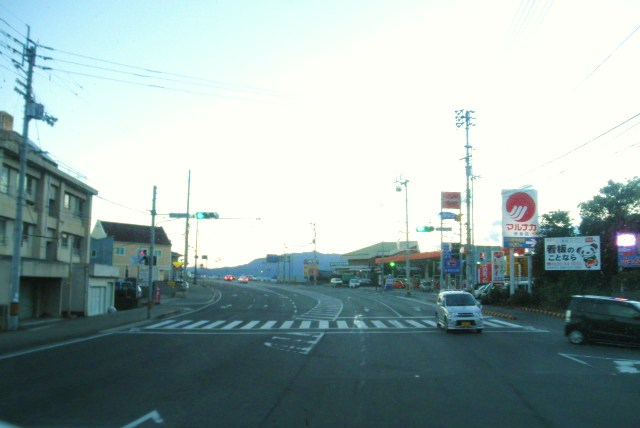
徳島県道29号徳島環状線（末広道路）の交点から勝浦浜橋にかけては片側二車線（両側四車線）に整備されている一部の区間
徳島市新浜本町2丁目で撮影

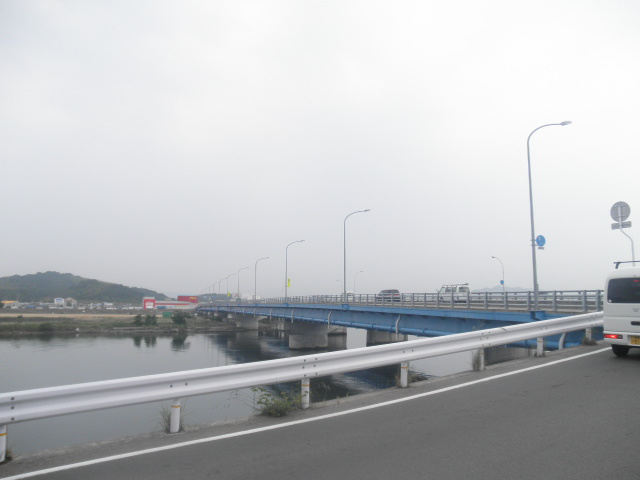
勝浦浜橋

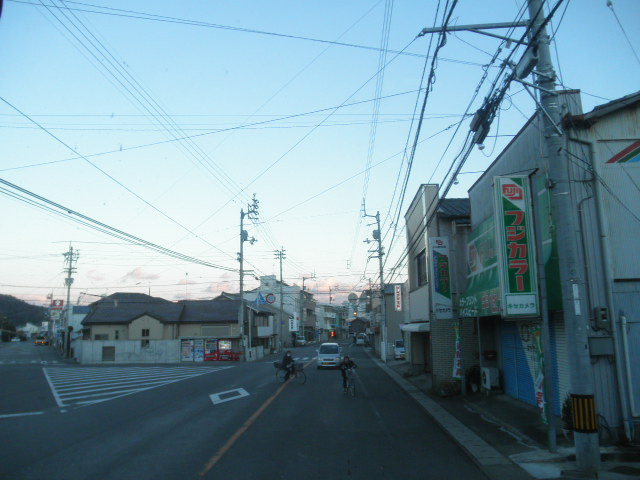
小松島市中田町の一部区間は幅員が減少している区間がある
小松島市中田町字桜馬場で撮影

### 通過する自治体
- 徳島市
- 小松島市

### 交差する道路
| 交差する道路                                                                    | 市町村名 | 交差する場所  | 交差する場所            |
| ------------------------------------------------------------------------------- | -------- | ------------- | ----------------------- |
| 国道55号 国道195号 重複 徳島県道136号宮倉徳島線                                 | 徳島市   | 万代町1丁目   | かちどき橋交差点 / 起点 |
| 徳島県道29号徳島環状線                                                          | 徳島市   | 昭和町8丁目   | 昭和町ランプ            |
| 徳島県道129号徳島津田インター線                                                 | 徳島市   | 津田本町4丁目 |                         |
| 徳島県道29号徳島環状線 徳島県道203号鮎喰新浜線 重複                             | 徳島市   | 新浜本町2丁目 | 新浜本町2交差点         |
| 徳島県道212号新浜勝浦線                                                         | 徳島市   | 新浜本町2丁目 |                         |
| 徳島県道16号徳島上那賀線                                                        | 徳島市   | 大原町        | 大原町千代が丸交差点    |
| 徳島県道17号小松島港線                                                          | 小松島市 | 江田町        | 小松島市江田町交差点    |
| 徳島県道169号中田停車場線                                                       | 小松島市 | 中田町        |                         |
| 徳島県道33号小松島佐那河内線 重複区間起点 徳島県道213号二條通新港線             | 小松島市 | 小松島町      |                         |
| 徳島県道33号小松島佐那河内線 重複区間終点                                       | 小松島市 | 松島町        |                         |
| 徳島県道178号小松島港南小松島停車場線 重複区間起点                              | 小松島市 | 南小松島町    | 八千代橋交差点          |
| 徳島県道33号小松島佐那河内線 徳島県道178号小松島港南小松島停車場線 重複区間終点 | 小松島市 | 南小松島町    |                         |
| 徳島県道217号田野勢合線                                                         | 小松島市 | 赤石町        |                         |
| 徳島県道28号阿南小松島線                                                        | 小松島市 | 赤石町        |                         |
| 徳島県道218号和田島赤石線                                                       | 小松島市 | 赤石町        |                         |
| 徳島県道141号大林那賀川阿南線 / バイパス路線                                    | 小松島市 | 大林町        |                         |
| 国道55号 徳島県道130号大林津乃峰線                                              | 小松島市 | 大林町        | 大林北交差点 / 終点     |

### 沿線
- 徳島県庁
- 徳島県警察本部
- 徳島市昭和小学校
- 徳島市津田小学校
- 徳島市津田中学校
- 徳島市論田小学校
- 小松島市立小松島小学校
- JR四国牟岐線 小松島駅
- 小松島市役所

## ギャラリー
徳島市

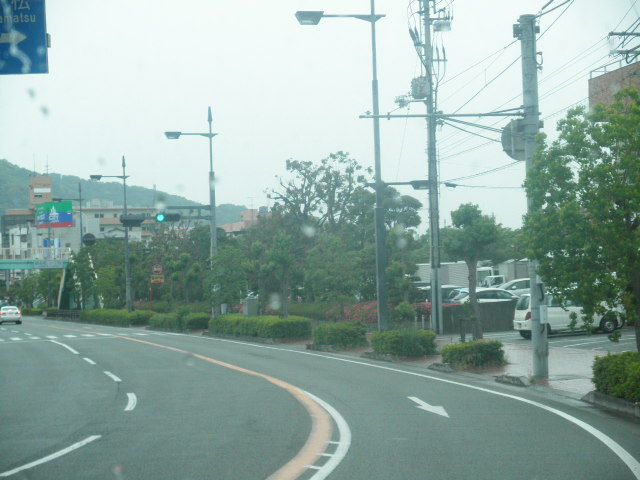
昭和町2丁目
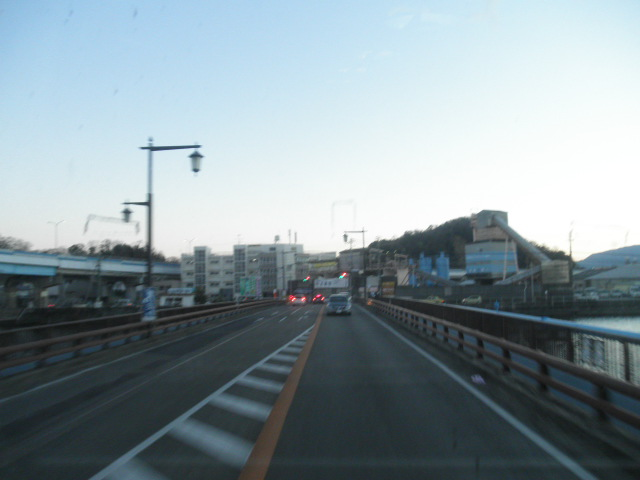
津田橋
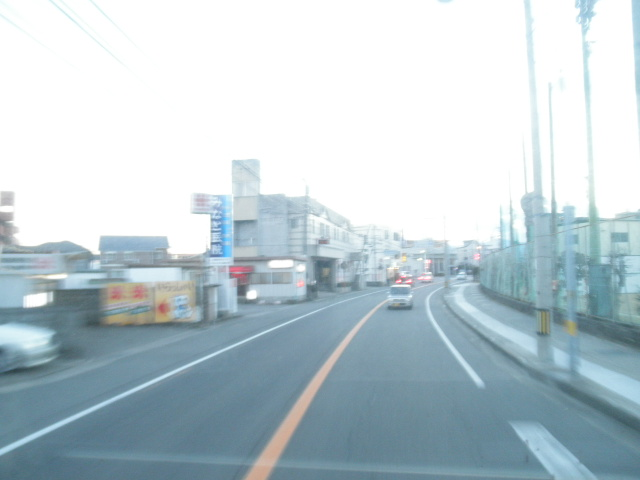
津田西町2丁目
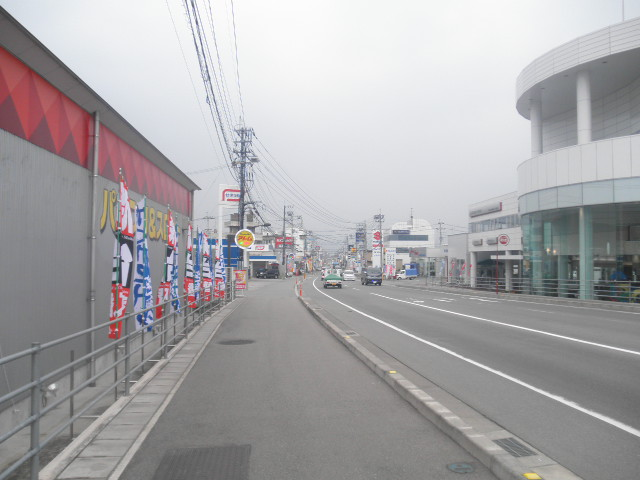
論田町字和太開

小松島市

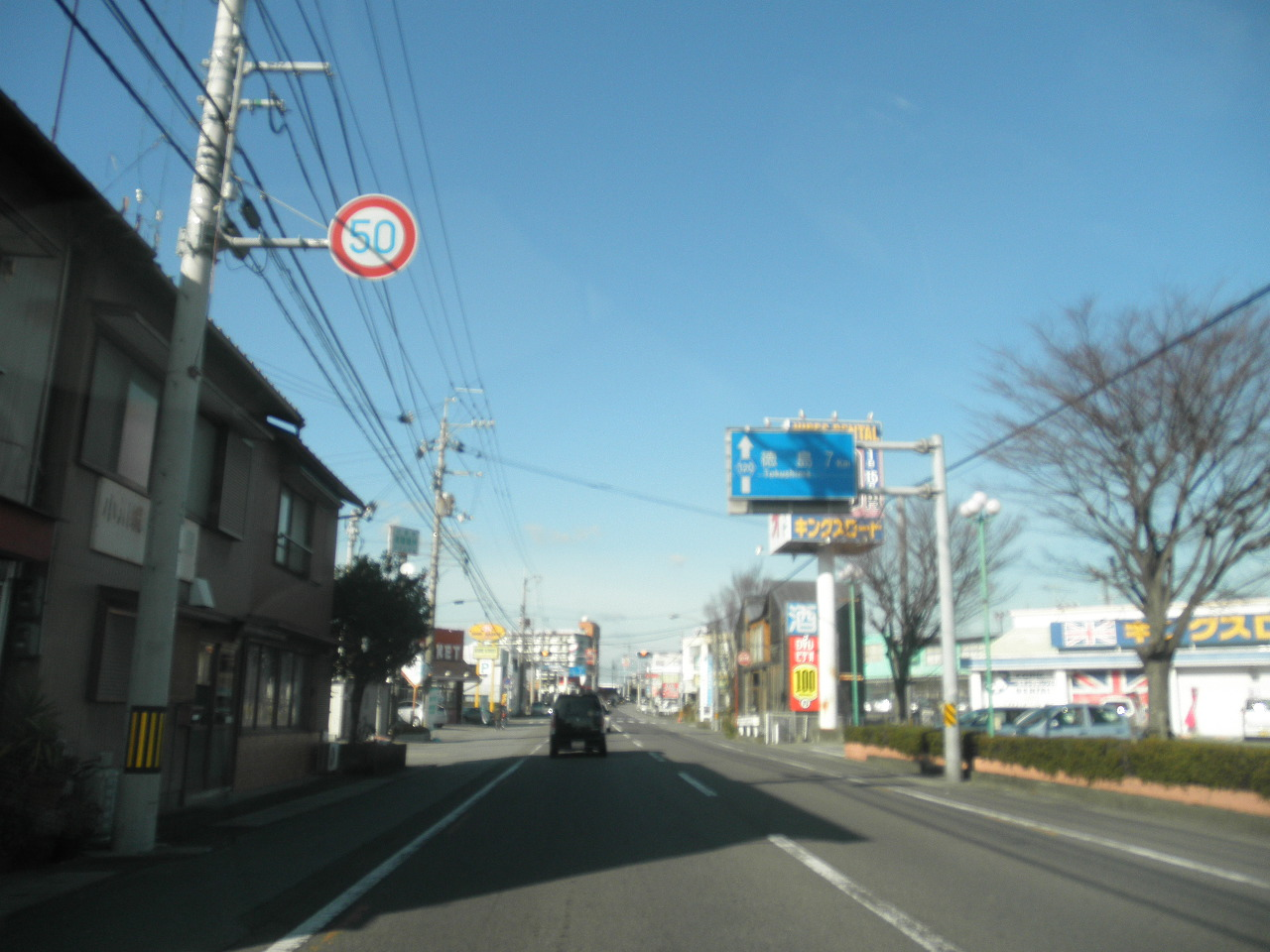
江田町
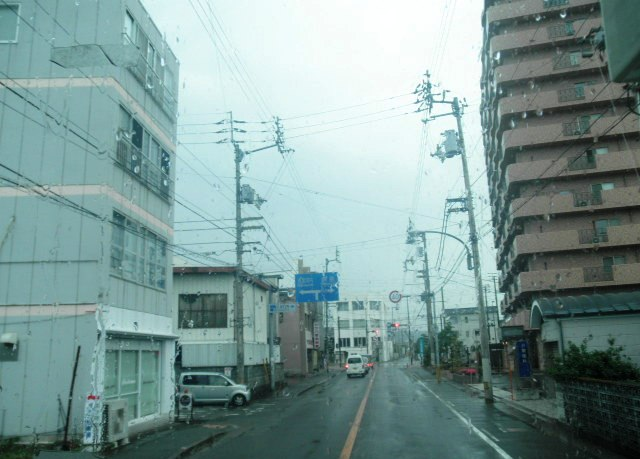
松島町
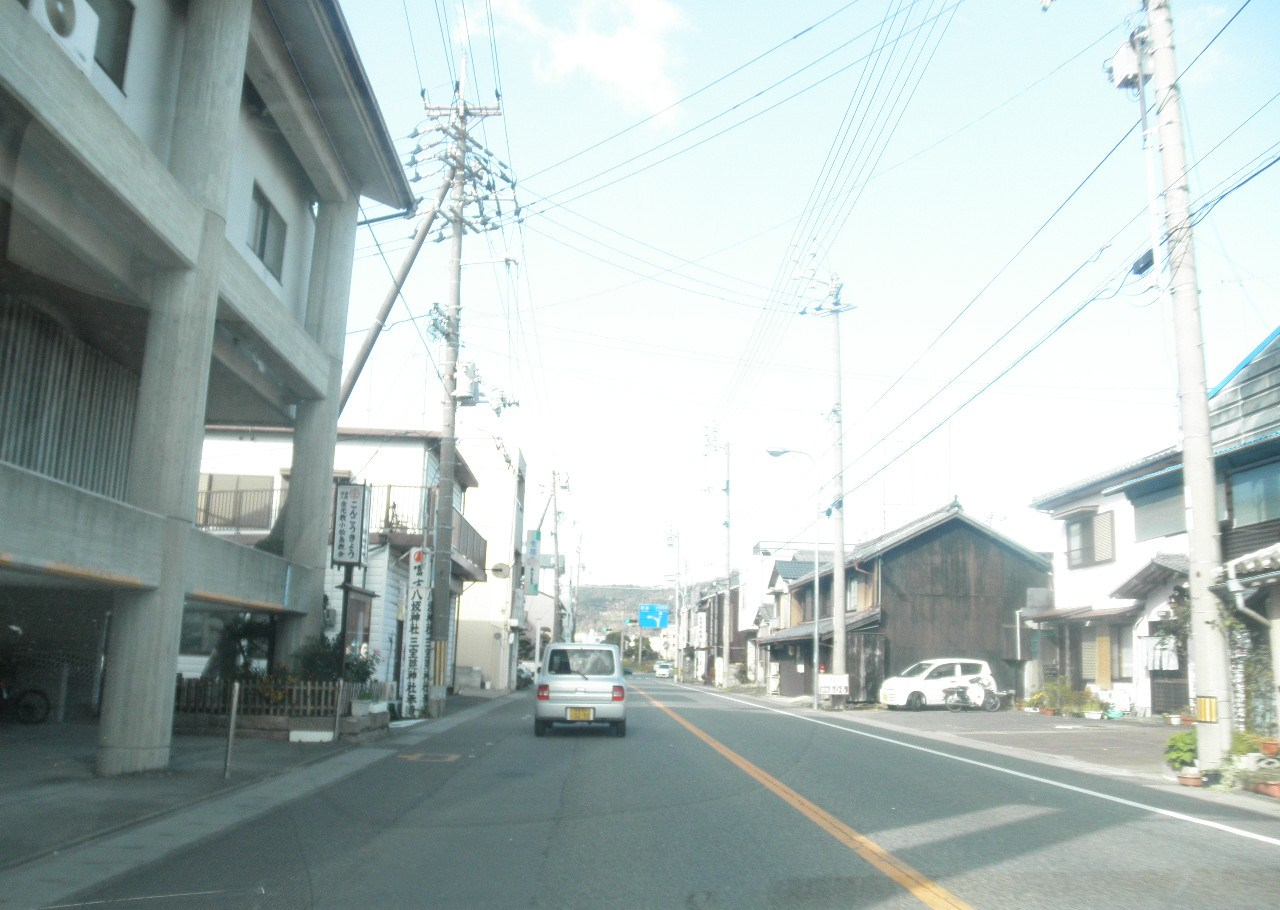
南小松島町
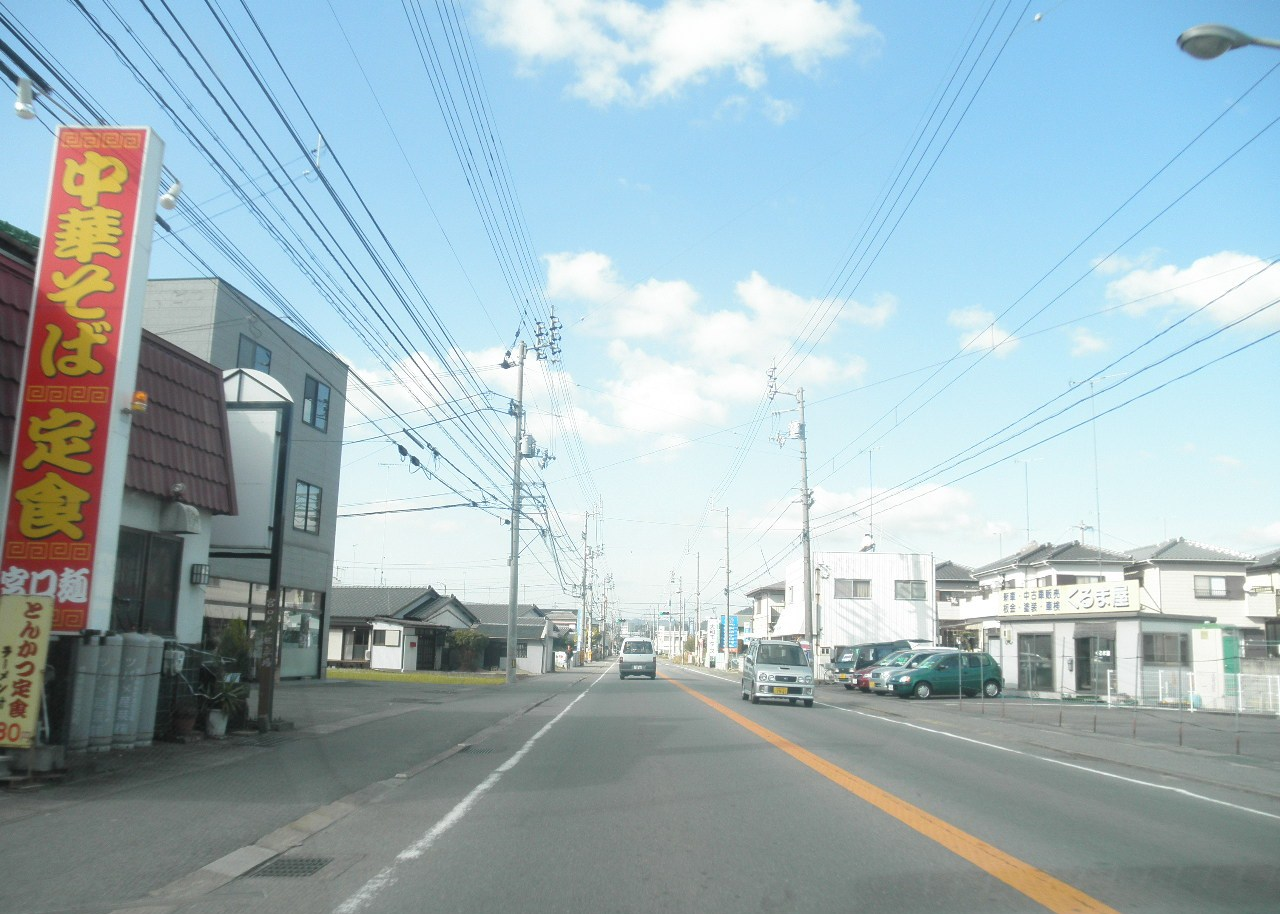
横須町
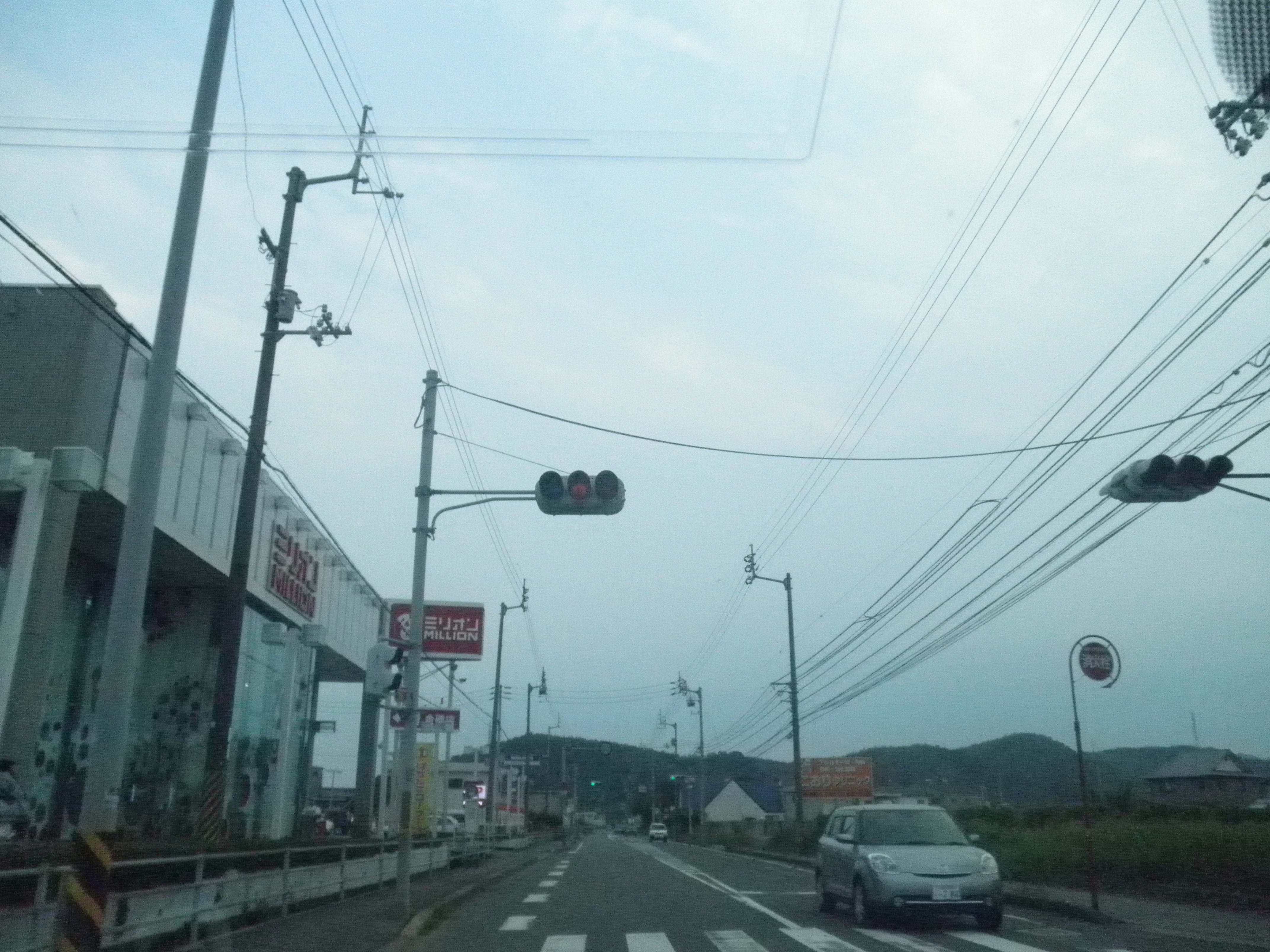
金磯町
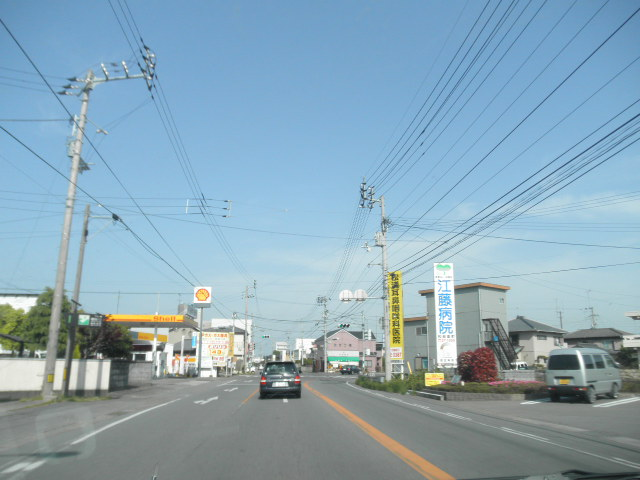
赤石町
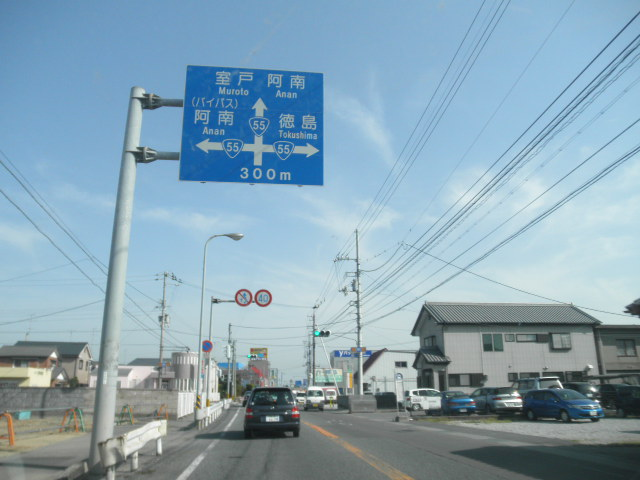
大林町字赤石